# Кальварія Пацлавська
Кальварія Пацлавська (пол. Kalwaria Pacławska) — село в Польщі, у гміні Фредрополь Перемишльського повіту Підкарпатського воєводства, у межах етнічної української території Надсяння.
Населення — 164 особи (2011).

## Розташування

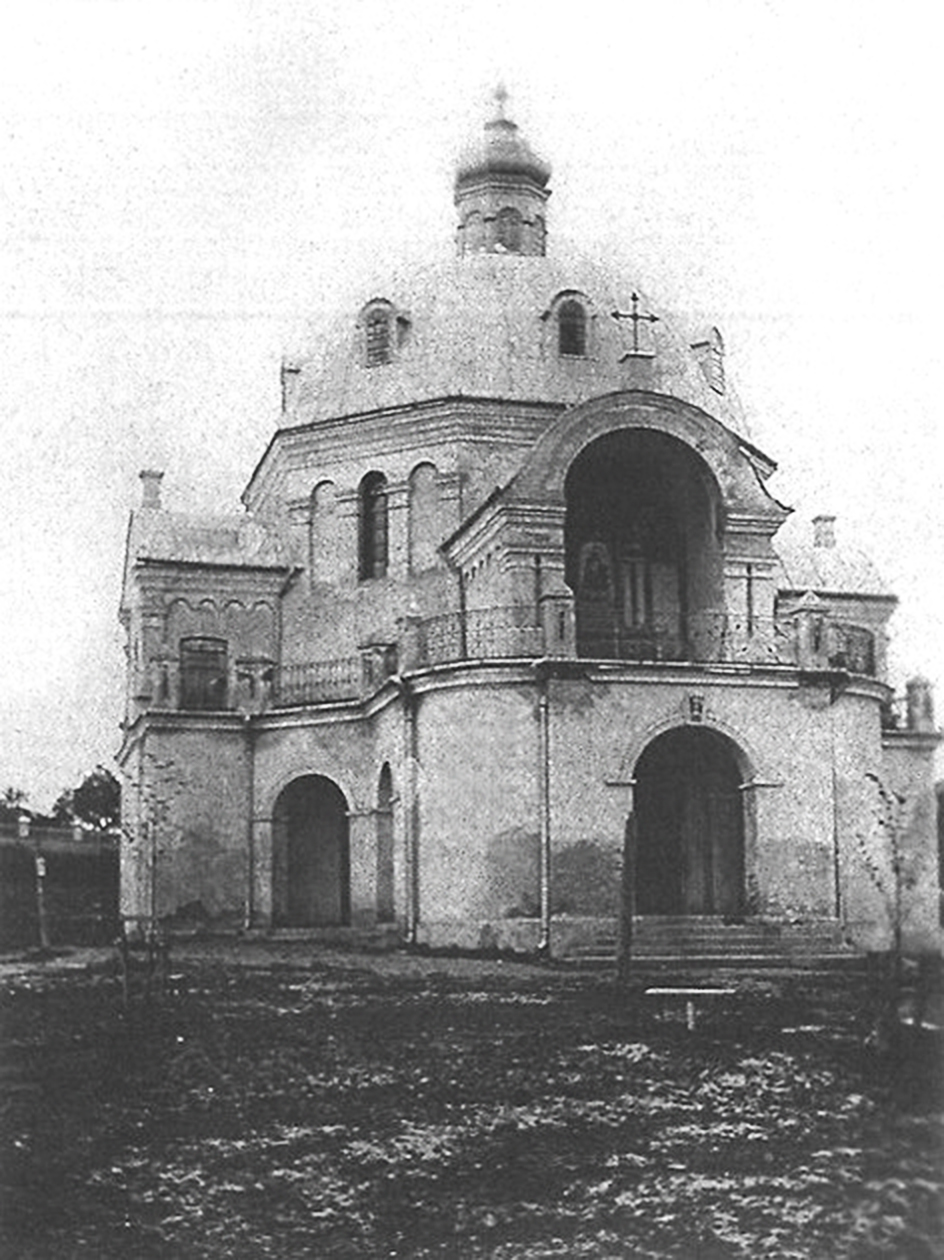
Успенська церква у Пацлавській Кальварії, 1913 року. Зруйнована у 1957 р.

Село лежить на досить високому пагорбі, що на правому березі річки Вігор, неподалік від кордону з Україною, за 9 км на південний захід від Фредрополя і 18 км на південь від Перемишля.

## Історія
Відповідно то традиції на місці села Пацлав поселився монах-пустельник, праведне життя якого стало привертати увагу до нього та місця його перебування. Так, поступово, тут став виникати монаший осередок. Згідно з літописом, уже в 1311 році за часів володіння короля Юрія I існувала дерев'яна церква, посвячена св. Симеонові Стовпнику. Згодом у цій церкві з'явилася ікона, яку, згідно з підписом на ній, написав «чернець Лаврентій року Божого 1409». Споруда була двічі перебудована - у 1611 році та у 1921 роках.
На землях, що належали селу Пацлаву, у другій половині XVII сторіччя Анджей Максиміліан Фредро став фундатором монастиря з думкою створення тут хресної дороги. У 1668 році сюди запросили отців францисканців. Було збудовано дерев'яний костел та монастир. Упродовж кількох років на схилах пагорба виникли стації — каплиці хресної дороги, так звані кальварійські каплиці. У 1679 році до костела в Кальварії перенесено з Кам'янця-Подільського чудотворну ікону Матері Божої. Біля монастиря виникло містечко, яке спочатку називалося Слобода. У середині XVIII століття монастир та костел згоріли. Існуючий донині комплекс будівель в стилі бароко зведено в 1770–1775 рр. Будівлі кілька разів відновлювали та перебудовували.
У 70-х роках XIX сторіччя виникла ідея створення в Пацлаві центру паломництва для віруючих греко-католицького обряду. В 1868 році при церкві в Пацлаві паралельно з римо-католицьким почав відбуватись відпуст. Намальовано копію ікони Матері Божої Пацлавської, яку було вміщено на грушку і підсвічено. Наступного року греко-католицький священик о. Лушакевич, парох зі села Війська (нині — Нові Сади), оголосив затверджені папою Римським Пієм IX дати відпустів у Пацлаві — 2 травня, 13 червня, 1 і 3 серпня, 13 вересня. Вони збігалися з римо-католицькими відпустами в Кальварії та початком збирання коштів на будівництво нової церкви. У 1913 році перемишльський греко-католицький єпископ о. Костянтин Чехович посвятив нову церкву Успіння Пресвятої Богородиці. До церкви перенесено стару ікону. На пагорбах, що поблизу, збудовано хресну дорогу. Поставлені раніше дерев'яні хрести замінено мурованими і дерев'яними каплицями. Так виникла нова Кальварія для греко-католиків. Чисельність греко-католицьких прочан у деякі відпустові дні була більшою, ніж римо-католицьких. У міжвоєнному періоді на тлі загального неприязного ставлення до українців доходило до бійок кропилами, коли римо-католицькі священики вимагали від греко-католиків пропустити свою процесію першою. «Боротьба за душі» ставала більш агресивною.
1 квітня 1933 р. гміну Пацлав Добромильського повіту Львівського воєводства ліквідовано, а її територію приєднано до сільської гміни Кальварія Пацлавська того ж повіту і воєводства. Попри формальну ліквідацію села Пацлав, громади обох сіл проживали окремо одна від одної. Тож на 1 січня 1939-го в селі Кальварія Пацлавська з 340 жителів було 25 польськомовних українців-грекокатоликів, 305 поляків і 10 євреїв, а в селі Пацлав з 220 жителів було 5 українців, 210 поляків і 5 євреїв.
В 1939 р. село відійшло до СРСР, у березні 1945 р. передане Польщі. По Другій світовій війні та встановлення кордону між СРСР та Польщею Кальварія Пацлавська відійшла до Польщі. Після 1947 року церкву і греко-католицькі кальварійські об'єкти було знищено польською владою.
У 1975-1998 роках село належало до Перемишльського воєводства.

## Демографія
Демографічна структура станом на 31 березня 2011 року:
|          | Загалом | Допрацездатний вік | Працездатний вік | Постпрацездатний вік |
| -------- | ------- | ------------------ | ---------------- | -------------------- |
| Чоловіки | 105     | 25                 | 63               | 17                   |
| Жінки    | 59      | 8                  | 28               | 23                   |
| Разом    | 164     | 33                 | 91               | 40                   |

## Відомі особистості
В поселенні народився:
- Юзеф Богданський (1800—1884) — польський художник.